# Scuol
Scuol (en alemán Schuls) es una comuna suiza del cantón de los Grisones, ubicada en la Región de Engiadina Bassa/Val Müstair, valle de la Engadina. 

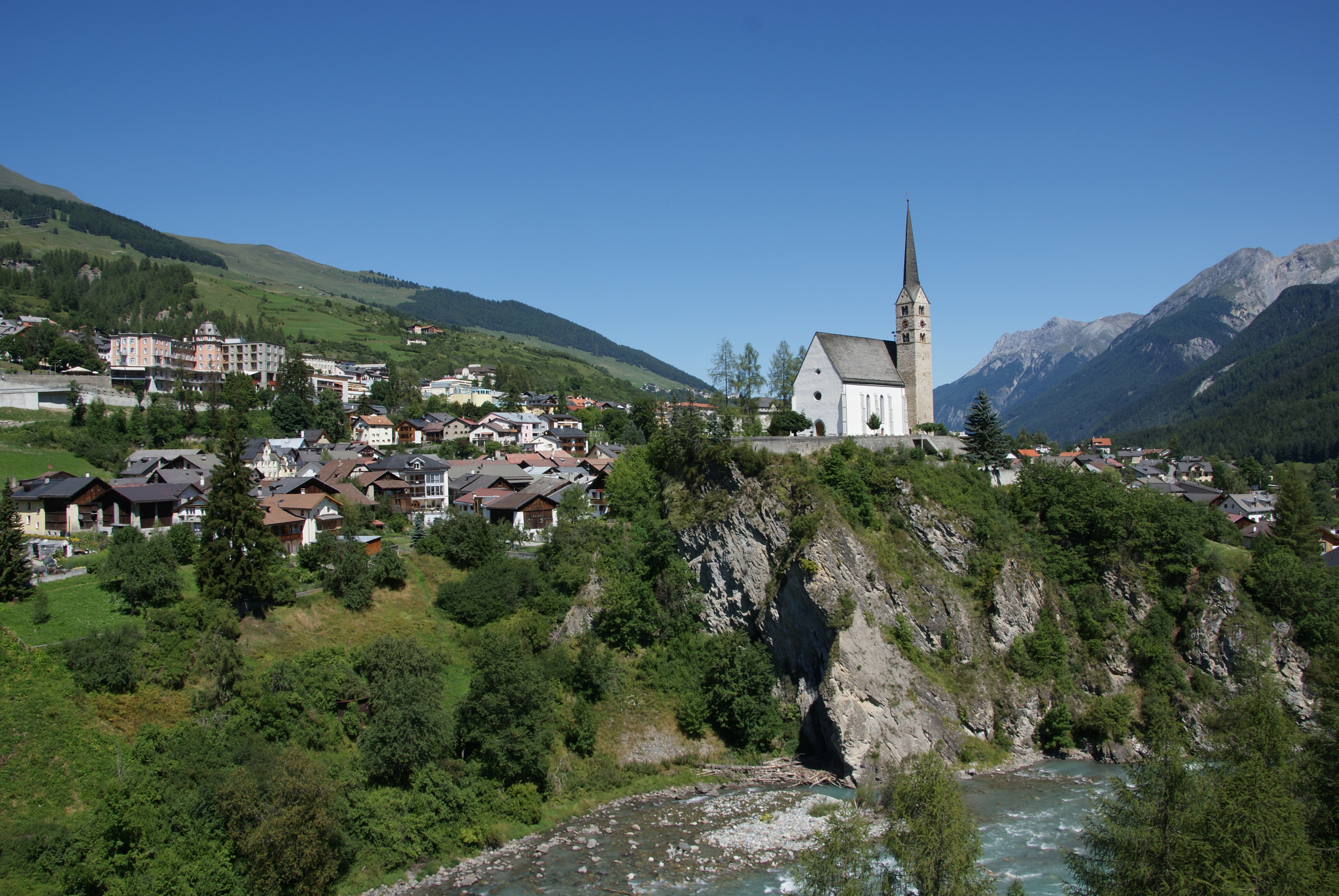
Scuol

El 1 de enero de 2015, Scuol absorbió las antiguas comunas de Ardez, Guarda, Tarasp, Ftan y Sent.

## Referencias

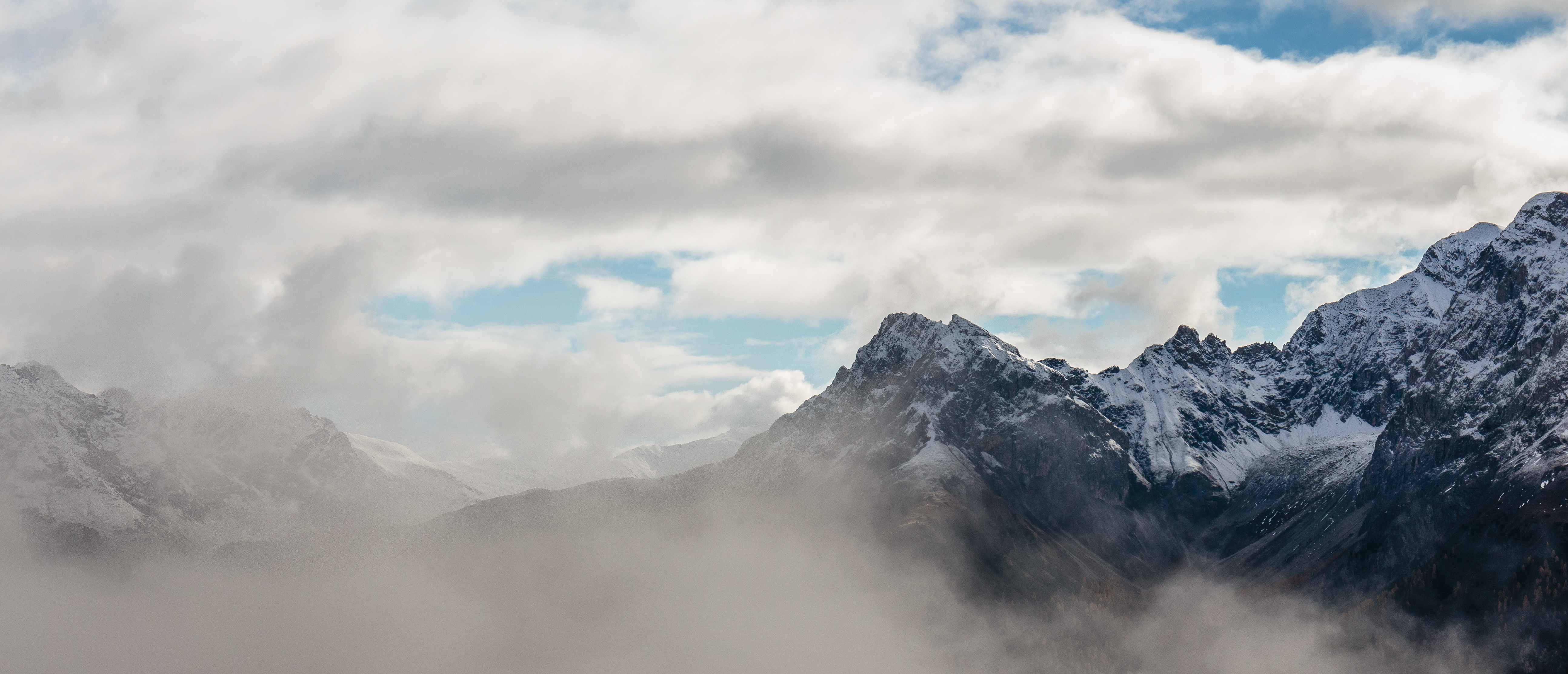
Scuol-Motta Naluns

## Personajes
- Cla Biert, escritor.
- Men Rauch, escritor.